# اریکور هاکسون
اریکور هاکسون (به انگلیسی: Eiríkur Hauksson) (زاده ۴ ژوئیه ۱۹۵۹) خواننده ایسلندی است.
او در مسابقه آواز یوروویژن ۱۹۹۱ و مسابقه آواز یوروویژن ۲۰۰۷ نماینده ایسلند بود.